# Olympische Winterspiele 1992/Teilnehmer (Liechtenstein)
| Gelbes Symbol für Goldmedaillen mit stilisierten Olympischen Ringen | Graues Symbol für Silbermedaillen mit stilisierten Olympischen Ringen | Braundes Symbol für Bronzemedaillen mit stilisierten Olympischen Ringen |
| ------------------------------------------------------------------- | --------------------------------------------------------------------- | ----------------------------------------------------------------------- |
| —                                                                   | —                                                                     | —                                                                       |

Liechtenstein nahm an den Olympischen Winterspielen 1992 im französischen Albertville mit nur sieben Athleten (sechs Männern und einer Frau) teil. 
Zum ersten Mal seit 1972 erlangte Liechtenstein keine Medaille bei Olympischen Winterspielen.

## Flaggenträger
Die alpine Skifahrerin Birgit Heeb, die später noch bei drei weiteren Olympischen Winterspielen teilnahm, trug die Flagge Liechtensteins während der Eröffnungsfeier im Parc Olympique.

## Teilnehmer

### Ski Alpin
- Marco Büchel
Super G, Männer: 36. Platz
Riesenslalom, Männer: Ausgeschieden

- Markus Foser
Abfahrt, Männer: Ausgeschieden

- Birgit Heeb
Super G, Frauen: 30. Platz
Riesenslalom, Frauen: Ausgeschieden
Kombination, Frauen: 20. Platz

- Günther Marxer
Super G, Männer: 26. Platz
Riesenslalom, Männer: 15. Platz

- Achim Vogt
Super G, Herren: Ausgeschieden
Riesenslalom, Herren: 26. Platz
Kombination, Herren: 30. Platz

- Daniel Vogt
Super G, Herren: Ausgeschieden
Riesenslalom, Herren: Ausgeschieden
Kombination, Herren: 24. Platz

### Ski Nordisch
- Markus Hasler
10 km Langlauf, Herren: 45. Platz
30 km Langlauf, Herren: 43. Platz
10 km Verfolgungsrennen: 36. Platz